# Narcissus dubius
 Narcissus dubius  ist eine Pflanzenart aus der Familie der Amaryllisgewächse (Amaryllidaceae). Nach der Einordnung der Narzissenarten durch John W. Blanchard gehört sie zu der Sektion Tazettae.

## Beschreibung
Narcissus dubius ist eine sehr klein bleibende Narzissenart. An einem Blütenstand bildet sie zwischen zwei und sechs weiße Blüten aus, die einen Durchmesser von lediglich 1,5 Zentimeter aufweisen.

## Verbreitungsgebiet
Narcissus dubius hat ihr Verbreitungsgebiet zwischen Katalonien und Südfrankreich. Gärtnerisch spielt sie nicht nur wegen ihrer kleinen Blüten keine große Rolle. Sie benötigt für ihre Entwicklung sehr trockene Sommermonate.

## Systematik
Der Artstatus dieser Narzisse wird gelegentlich angezweifelt. Möglicherweise handelt es sich um einen Naturhybriden zwischen Narcissus papyraceus und Narcissus assoanus. Für den Artstatus spricht allerdings, dass sie aus Samen sortenrein nachzüchtbar ist.